# A.J. Walton
Anthony Lamont „A.J.” Walton (ur. 28 grudnia 1990 w Little Rock) – amerykański koszykarz, występujący na pozycjach rozgrywającego oraz rzucającego obrońcy, obecnie zawodnik KB Peja.
1 października 2015 roku został zawodnikiem zespołu AZS Koszalin.
5 lipca 2019 podpisał umowę z ENEA Astorią Bydgoszcz.
15 marca 2021 dołączył do kosowskiego KB Peja.

## Osiągnięcia
Stan na 30 marca 2021, na podstawie, o ile nie zaznaczono inaczej.
NCAA
- Mistrz turnieju National Invitation Tournament (NIT – 2013)
- Lider konferencji Big 12 w przechwytach (2011)[4]

Indywidualne
(* – nagrody przyznane przez portal eurobasket.com)
- Najlepszy obrońca TBL (2014)[5][6]
- Obrońca roku ligi słowackiej (2018)*[2]
- Zaliczony do:
  - I składu zawodników zagranicznych ligi czeskiej (2019)*[2]
  - II składu TBL (2014 przez dziennikarzy)[7]
  - składu honorable mention ligi czeskiej (2019)*[2]
- Lider w:
  - asystach ligi słowackiej (2018)[2]
  - przechwytach ligi:
    - polskiej (2014, 2015)[8]
    - słowackiej (2018)[2]